# Pictou
Pour les articles homonymes, voir Pictou (homonymie).
Pictou (en gaélique écossais : Baile Phiogto) est une ville portuaire canadienne, chef-lieu du comté de Pictou, en Nouvelle-Écosse.

## Démographie
| 2001  | 2006  | 2011  | 2016  |
| ----- | ----- | ----- | ----- |
| 3 875 | 3 813 | 3 437 | 3 186 |

## Histoire

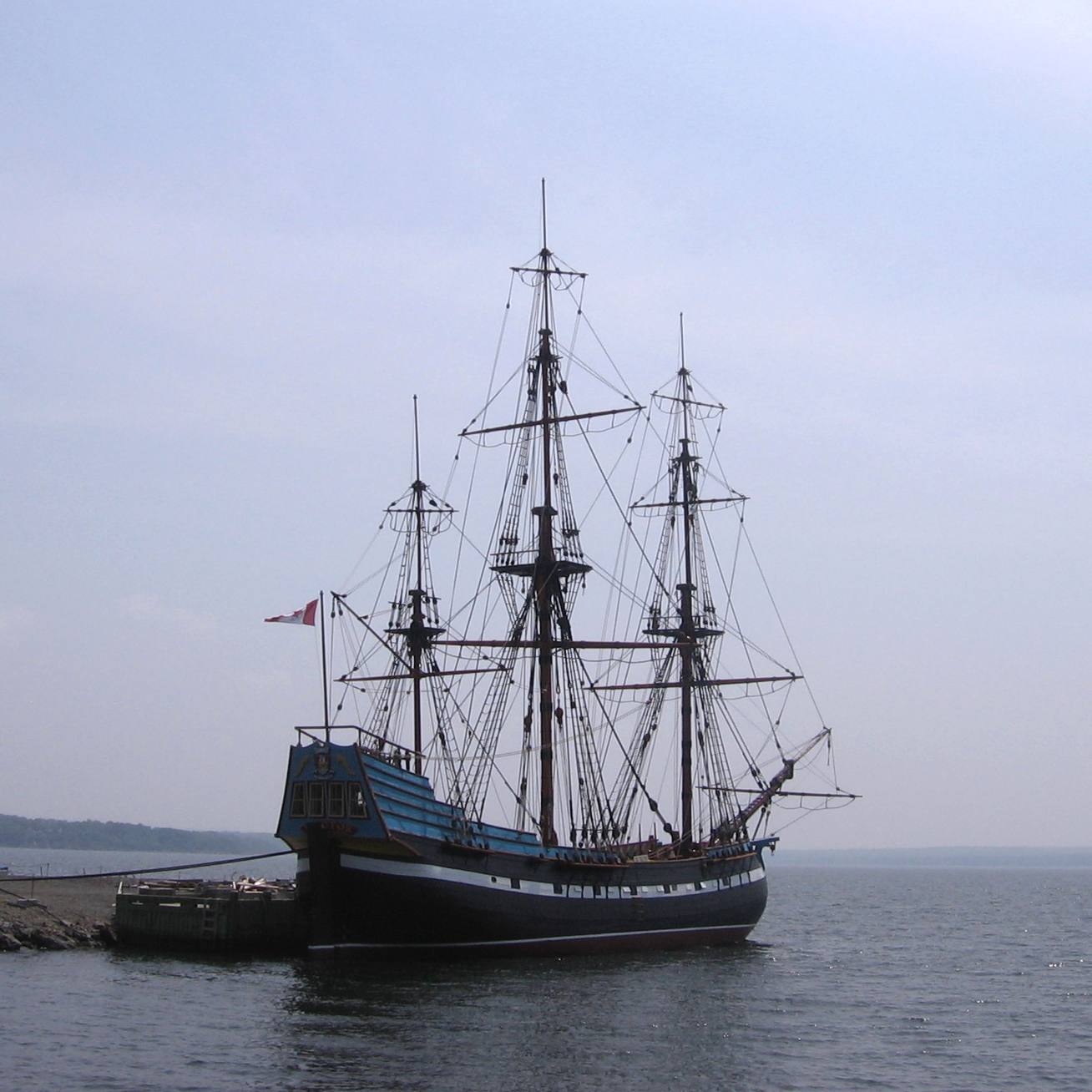
Réplique du voilier Hector

La ville de Pictou, située sur la rive continentale du détroit de Northumberland, est reconnue comme étant le lieu de naissance de la Nouvelle-Écosse. C'est ici que la première vague d'immigrants Écossais débarquèrent le 15 septembre 1773 du voilier Hector.

## Économie
La ville abrite une usine de fabrication de pneumatiques du groupe français Michelin.